# Barwinek (szczyt)
Barwinek (863 m) – szczyt w południowej części Gór Leluchowskich, które w polskiej regionalizacji fizycznogeograficznej według Jerzego Kondrackiego zaliczone zostały do Beskidu Sądeckiego, w nowszej regionalizacji z 2018 r. wraz z Górami Lubowelskimi do Pogórza Popradzkiego. Znajduje się na granicy polsko-słowackiej, polskie stoki należa do wsi Wojkowa w województwie małopolskim, w powiecie nowosądeckim, w gminie Muszyna.
Barwinek jest całkowicie porośnięty lasem. Nie znajduje się w głównym grzbiecie Gór Leluchowskich, ale jest głównym ich zwornikiem. Na południową stronę odchodzą od niego dwa grzbiety oddzielone od siebie doliną potoku Smereczek, który ma swoje źródła pod szczytem Barwinka. W krótszym z tych grzbietów znajduje się wierzchołek Czarne Garby (735 m), w dłuższym, którym biegnie granica polsko-słowacka wyróżnia się wierzchołek Nad Dolinką (768 m). W północno-zachodnim kierunku odchodzi od Barwinka lesisty grzbiet do Stupnego (817 m), w północnym długi i przeważnie bezleśny grzbiet Roztoka (796 m), który oddziela doliny dwóch potoków: potoku Stupne i Wojkowskiego Potoku. W południowo-zachodnim kierunku (na słowackiej stronie) spływa ze stoków Barwinka kilka potoków zasilających Večny potok. Po zachodniej stronie Barwinka spływa jeszcze jeden potok – Dubne, będący prawym dopływem Smereczka.
Północnymi stokami Barwinka poprowadzono szlak turystyczny, omija on jednak jego wierzchołek. Szlak prowadzi cały czas przez las, więc pozbawiony jest widoków. Można wzdłuż linii słupów elektrycznych zejść do wsi Dubne, w drugą stronę zaś do widokowego grzbietu Roztoka nad Wojkową.

## Szlaki turystyczne
– żółty: Muszyna – Malnik – Garby – Przechyby – Dubne (szczyt) – Wojkowa – Kamienny Horb – Pusta (867 m) – Wysoka Horka – Bukowina – Muszynka. 7:30 h, ↓ 6:45 h.